# Andrey Toshev
Andrey Toshev (bulgare : Андрей Славов Тошев), né le 16 avril 1867 à Stara Zagora et mort le 10 janvier 1944 à Sofia, est un diplomate et un homme politique bulgare. Il est premier ministre de Bulgarie d'avril à novembre 1935.

## Biographie
Il a fait ses études primaires dans sa ville natale. Il a étudié ensuite à Edirne et a poursuivi son cursus en sciences à Genève et à l'Université libre de Bruxelles (1891). Il devient professeur au lycée bulgare de garçons de Thessalonique en 1888-1890,,.
En 1891-1893, il a enseigné à Stara Zagora et à Varna. Après cela, il a été enseignant à Plovdiv, et pendant 7 ans - à l'école militaire de Sofia.
De 1903 à 1905, il est agent commercial bulgare à Bitola.
Il est ambassadeur de Bulgarie au Monténégro (1905-1906), en Grèce (1906-1908), en Serbie (1908-1913), dans l'Empire ottoman à Constantinople ((1913-1914), en Suisse (1915-1916), en Autriche-Hongrie (1917-1919), en Autriche (1919). Il est nommé premier ministre le 21 avril 1935. Il échoue à amender la constitution et à mettre en place une politique nouvelle avec la Yougoslavie. À la suite de dissensions avec le roi Boris III de Bulgarie, il est démis de ses fonctions le 23 novembre 1935.